# Age of Loneliness
Age of Loneliness е третият сингъл от втория студиен албум „The Cross of Changes“ на немската ню ейдж/електронна група Енигма. Песента е издадена на 8 август 1994 от Върджин/EMI.
Песента може да се счита като преработена ремикс версия на по-ранна песен на Енигма „Carly's Song“, създадена специално за филма „Сливър“ с участието на Шарън Стоун, която играе ролята на Карли Норис. „Age of Loneliness“ е с по-бавно темпо и като цяло зучи още по-лежерно. Текстът на песента се шепне от Сандра Крету, а самият текст се отнася към Карли.
В песента е използван семпъл от монголска народна песен, подобно на предния сингъл „The Eyes of Truth“.
Видеото към песента е заснето в Ню Йорк в стил сепия и показва различни хора, които плават безтегловно из града без да бъдат забелязани от тези по улиците.

## Песни
1. Radio Edit – 4:14
2. Clubby Radio Edit – 3:31
3. Enigmatic Club Mix – 6:23
4. "Jam & Spoon Remix" – 6:28
5. Album Version – 5:19